# Партия «За народ и Отечество» (Молдова)
Партия «За народ и Отечество» (рум. Partidul «Pentru Neam şi Ţară») — политическая партия в Республике Молдова.

## История
Основана 17 июля 2007 года. До 21 января 2009 года носила название Общественно-политическое движение «За народ и Отечество».

## Результаты на выборах
На парламентских выборах 2009 года Партия «За народ и Отечество» вышла из избирательной кампании в пользу Альянса «Наша Молдова»
На парламентских выборах 2010 года Партия «За народ и Отечество» набрала 0,28 % голосов избирателей или 4 819, не преодолев избирательный порог в 4 %
На всеобщих местных выборах 2011 года Партия «За народ и Отечество» участвовала самостоятельно.
- Муниципальные и районные советы - 0,21 % голосов
- Городские и сельские советы - 0,30 % голосов и 18 мандатов
- 2 кандидата партии были избраны примарами.

На всеобщих местных выборах 2011 года Партия «За народ и Отечество» получила наилучшие результаты в Оргеевском районе (2,20%)  и в Унгенском районе (1,28%).
На парламентских выборах 2014 года Партия «За народ и Отечество» набрала 0,11 % голосов избирателей или 1 697, не преодолев избирательный порог в 4 %